# 新疆毛茛
新疆毛茛（学名：Ranunculus songoricus），为毛茛科毛茛属下的一个种。

## 扩展阅读
維基物種上的相關：新疆毛茛